# World Tag Team Championship
World Tag Team Championship er navnet på flere forskellige VM-titler for tagteams inden for wrestling. Selvom en række wrestlingorganisationer har brugt begrebet "world tag team championship", er det næsten udelukkende blevet brugt som et navn på den VM-titel for tagteams, der kæmpes om blandt organisationens top-wrestlere, fx NWA World Tag Team Championship i National Wrestling Alliance (NWA). Indtil 1980'erne var det meget få wrestlingorganisationer, der med rette kunne kunne promovere et "world tag team championship", fordi mange af disse verdensmestre kun forsvarede deres VM-bælter i et begrænset område, fx kun i dele af USA. I 1980'erne kom wrestling ind i populærkulturen, og mange wrestlingorganisationer fik landsdækkende og verdensomspændende eksponering og kunne derved mere retmæssig promovere et "world tag team championship" verden over.

## VM-titler for tagteams

### Aktive
- NWA World Tag Team Championship (1950 – ) (National Wrestling Alliance)
- ROH World Tag Team Championship (2002 – ) (Ring of Honor)
- TNA World Tag Team Championship (2007 – ) (Total Nonstop Action Wrestling)
- WWE Tag Team Championship (1971 – ) (World Wrestling Entertainment)

### Inaktive
- World Tag Team Championship (WWE) (1971-2010)
- WCW World Tag Team Championship (1991-2001) (World Championship Wrestling)

| Sport | Spire Denne artikel om sport er en spire som bør udbygges. Du er velkommen til at hjælpe Wikipedia ved at udvide den. |